# Renate Holmes
Renate Susanne „Sue“ Holmes MBE, geb. Knorsch, (* 30. September 1929 in Bad Homburg vor der Höhe; † 18. Juli 2022 ebenda) war eine britische Skirennläuferin.

## Biographie
Renate Holmes war Sekretärin im britischen Konsulat in Frankfurt am Main. Sie heiratete einen pensionierten RAF-Offizier, bevor sie nach Ottawa in Kanada zog. Sie arbeitete als Dolmetscherin und Diplomatin und war später Vizekonsulin im britischen Konsulat in Frankfurt. 1979 wurde sie in den Order of the British Empire (MBE) aufgenommen.
1955 wurde Holmes – als Sportlerin meist „Sue“ genannt – in Wengen in der Schweiz britische Meisterin im Slalom. 1956 wurde sie ausgewählt, um für Großbritannien im alpinen Skisport an den Olympischen Winterspielen im italienischen Cortina d’Ampezzo teilzunehmen. Sie startete in Abfahrt (41.), Riesenslalom (38.) und Slalom (34.) Bei den Alpinen Skiweltmeisterschaften 1958 in Bad Gastein, Österreich, belegte sie im Riesenslalom Rang 19, im Slalom Platz 34 und in der Kombination Platz 16. Im selben Jahr wurde sie in Adelboden erneut britische Meisterin, und ließ in dem Rennen auch die Schweizer Meisterin Frieda Dänzer, die außer Konkurrenz fuhr, hinter sich. 1960 wurde sie kanadische Meisterin im Slalom sowie im Riesenslalom. Im selben Jahr startete sie in Squaw Valley erneut bei Olympischen Spielen für Großbritannien, und wieder in drei Disziplinen: Abfahrt (31.), Riesenslalom (38.) und Slalom (34.).